# Dosta Dimovska
Dosta Dimovska (kyrillisch Доста Димовска; * 17. Februar 1954 in Skopje, Jugoslawien; † 4. April 2011 in Sofia, Bulgarien) war eine mazedonisch-bulgarische Politikerin und Dichterin. Sie war stellvertretende Ministerpräsidentin und Innenministerin im Kabinett vom Ljubčo Georgievski.

## Leben
Dosta Dimovska wurde am 17. Februar 1954 in Skopje geboren. Ihre Familie stammte aus Lazaropole. Sie studierte nach dem Schulbesuch Philosophie an der Philosophischen Fakultät der Universität Skopje und war anschließend dort als Wissenschaftlerin und Dozentin für Marxismus-Leninismus tätig.
Anfang der 1990er begann Dimovska ihre politische Laufbahn. Sie gehörte zu den Mitbegründern der Partei Innere Mazedonische Revolutionäre Organisation – Demokratische Partei für Mazedonische Nationale Einheit (VMRO-DPMNE). 1991 wurde sie auf dem Parteitag in Prilep zur Vize-Präsidentin der VMRO-DPMNE gewählt. Zwischen 1991 und 1994 war sie Mitglied im mazedonischen Parlament und war während dieser Zeit auch Vorsitzende des Parlamentsausschusses für internationale Beziehungen.
Im Dezember 1998 wurde sie von Ministerpräsident Ljubčo Georgievski in dessen Kabinett berufen und gehörte diesem zunächst bis Dezember 1999 als Vize-Ministerpräsidentin an. Im Rahmen einer Kabinettsumbildung wurde sie am 27. Dezember 1999 Innenministerin, während der spätere mazedonische Ministerpräsident Nikola Gruevski Finanzminister wurde. Nach einer weiteren Regierungsumbildung erfolgte am 13. Mai 2001 ihre erneute Ernennung zur Vize-Ministerpräsident in Georgievskis Kabinett, dem sie bis Februar 2002 angehörte. 2001 zog sie sich wegen parteiinterner Unstimmigkeiten als Vize-Vorsitzende von den Parteiämtern der VMRO-DPMNE zurück.
Am 25. Februar 2002 wurde Dimovska vom mazedonischen Präsidenten Boris Trajkovski zur Direktorin des mazedonischen Nachrichtendienstes (maz. агенцијата за разузнавање) ernannt. Von diesem Amt trat sie am 5. Mai 2003 wegen Meinungsunterschieden mit Trajkovski zurück. 2004 gründete sie ihre eigene Partei, die Demokratisch-republikanische Partei Mazedoniens (maz. Демократско-републиканска партија на Македонија).
In den nächsten Jahren lebte sie in der bulgarischen Hauptstadt Sofia und nahm zusätzlich zur mazedonischen auch die bulgarische Staatsbürgerschaft an. Dies führte im Zusammenhang mit ihrer Ernennung zur Direktorin des Mazedonischen Kultur- und Informationszentrums in Sofia im Frühjahr 2007 zu Kritik in einigen mazedonischen Medien. Im selben Jahr war sie in einem Spionageskandal in Mazedonien involviert. Die mazedonische Zeitung Dnevnik warf Dimovska vor, eine Liste mit mazedonischen Agenten in Bulgarien den bulgarischen Behörden übergeben zu haben. Diese Vorwürfe wurden jedoch von Dimovska und vom mazedonischen Nachrichtendienst widerlegt.
Dosta Dimovska erlitt 2010 einen Schlaganfall, von dem sie sich nicht erholte, und verstarb im April 2011 in der Sofioter Tokuda-Klinik.

## Werke
Sammlungen von Dimovskas Gedichten erschienen zunächst in mazedonischer Sprache, später auch in albanischer und bulgarischer Übersetzung. Darüber hinaus erschienen in Zeitschriften einzelnen Gedichte, wie 2008 in der vierten Ausgabe der Zeitschrift Брод, herausgegeben in der bulgarischen Stadt Russe. Dort wurden die fünf Gedichte: Князът на тъмнината (deutsch etwa: Der Fürst der Dunkelheit), Кръщаване на дамата (deutsch etwa: Die Taufe der Dame), Спирка (deutsch etwa: Haltestelle), Пред входа на коридора (deutsch etwa: Vor dem Eingang des Korridors) und Молитвата на дамата (deutsch etwa: Das Gebet der Dame), ins Bulgarische durch den bulgarischen Dichter Roman Kisjow übersetzt, publiziert. Ihre wichtigen Gedichte publizierte sie in folgenden Gedichtsammlungen:
- Раѓање во белината (Raǵanje vo belinata, deutsch etwa: Geboren in weiß), 1985.
- Дланки (Dlanki, deutsch etwa: Hände), 1995.
- Lindje në bardhësi (deutsch etwa: Geboren in weiß), ins Albanische übersetzt von Xhabir Ahmeti, 2000, ISBN 9989-819-09-2, enthält Gedichte aus beiden mazedonischsprachigen Gedichtsammlungen
- Бели дождови (Beli doždovi, deutsch etwa: Weißer Regen), ins Bulgarische (Бели дъждове) übersetzt von Katja Ermenkowa, 2004, ISBN 954-9983-37-4.

Daneben erschien ein Sammelband, der Essays, Interviews und Parlamentsreden von Dosta Dimovska enthält:
- Македонија – највисока убавина (Makedonija – najvisoka ubavina, deutsch etwa: Mazedonien – die höchste Schönheit). 2004, ISBN 9989-922-56-X.